# Bojan Trajkovski
Bojan Trajkovski (in macedone Бојан Трајковски?; Makedonska Kamenica, 11 settembre 1986) è un cestista macedone.

## Carriera
Con la Macedonia ha disputato i Campionati europei del 2015.

## Palmarès
- Campionato macedone: 5

Rabotnicki: 2003-04, 2004-05, 2005-06, 2008-09
Kavadarci: 2009-10
- Coppa di Macedonia: 6

Rabotnicki: 2004, 2005, 2006
Kavadarci: 2010
Karpoš Sokoli: 2017
MZT Skopje: 2018
- Lega Balcanica: 1

Pristina: 2014-15